# Boris Jakowlewitsch Rapoport
Boris Jakowlewitsch Rapoport (russisch Борис Яковлевич Рапопорт; * 14. August 1967 in Leningrad, Sowjetunion) ist ein russischer Beamter. Rapoport ist ehemaliger Stellvertretender Leiter der Abteilung Operationen des Staatsrats innerhalb der Regierung des Präsidenten der Russischen Föderation. In dieser Funktion wurde er von der EU und den USA sanktioniert, weil er mit seiner Abteilung in die Organisation von Referenden in der besetzten Ukraine im Jahr 2022 involviert war (siehe Russische Annexion der Süd- und Ostukraine).

## Leben
Rapoport schloss 1993 ein Studium der Elektrotechnik an der Polytechnischen Universität St. Petersburg ab und arbeitete für sieben Jahre bis 2000 an der Universität. Die nächsten zwei Jahre bis 2002 arbeitete er im Ministerium für Staatseigentum als Berater und Abteilungsleiter. Kurzzeitig war Rapoport im Jahr 2002 Direktor für Informationstechnologie am Flughafen Moskau-Scheremetjewo. Anschließend war Rapoport von 2002 bis 2008 bei der Sozium XXI beschäftigt. Von 2008 bis 2009 war er als Referent der Analyseabteilung in der Staatsduma beschäftigt. von 2009 bis 2012 war er stellvertretender Leiter der Abteilung für Regionalpolitik beim Russischen Präsidialamt. Im Jahr 2012 schloss Rapaport ein Zweitstudium der Rechtswissenschaften an der Russischen Akademie für Volkswirtschaft und Öffentlichen Dienst beim Präsidenten der Russischen Föderation ab. Ab 2012 wurde Rapaport die Aufgabe zugeteilt, Open Government bei der Russischen Regierung einzuführen. Der Russische Präsident Dmitri Medwedew setzte den Beamten am 27. November 2013 von diesem Posten ab.
Rapoport war Wirklicher Staatsrat 3. Klasse der Russischen Föderation.